# Monasterio de Santo Domingo el Real (Toledo)
El monasterio de Santo Domingo el Real, situado en la ciudad de Toledo (España), es un monasterio de monjas dominicas.

## Historia
Fue fundado en 1364 por la noble Inés García de Meneses, hija de García Suárez de Meneses y de María Fernández Barroso, después de enviudar de Sancho de Velasco. Ha sido un monasterio de clausura desde sus comienzos y el primero en Toledo fundado por las monjas dominicas. En él profesaron importantes figuras vinculadas a la casa real castellana como María de Castilla, hija bastarda de Pedro I, así como la madre de María y amante del rey Pedro, Teresa de Ayala, hija de Diego Gómez de Toledo y de su esposa Inés de Ayala, hermana del canciller Pero López de Ayala. El monasterio guarda en sus archivos numerosos documentos incluyendo cartas de los descendientes del rey Pedro ya que se convirtió en un «lugar de memoria» del rey. En el siglo XV, residió en esta casa Santa Beatriz de Silva, fundadora de la orden concepcionista. 
El convento se articula en torno a tres patios: el del Rosal, el del Moral y el de San Martín de Porres. El edificio está conformado por bloques independientes relacionados entre sí, que se han ido incorporando al núcleo principal en el transcurso del tiempo. La primera ampliación se produjo a finales del siglo XIV, momento en el que se construyó la vieja iglesia y otras dependencias de estilo mudéjar, aunque las grandes reformas se efectuaron en el siglo XVI. A mediados de dicho siglo se transforma el coro y, entre 1566 y 1575, se construyó una nueva iglesia, siguiendo un diseño que parece corresponder a la mano del escultor y arquitecto Diego de Velasco de Ávila. En 1583 se realizó el llamado claustro de la Mona, actualmente cedido a las vecinas comendadoras de Santiago. 
La iglesia está ubicada en la plaza de Santo Domingo el Real y se accede a ella a través de un pórtico apoyado en cuatro columnas dóricas de piedra sobre altos basamentos, que resguarda tres puertas de acceso adinteladas. Es de una sola nave y planta rectangular con tres capillas hornacinas por cada lateral, aunque cabe destacar especialmente la capilla de Santo Tomé. El gran espacio rectangular de la nave central aparece cubierto con una cúpula pseudoelíptica de gran interés. El retablo mayor es barroco del siglo XVII. 
A los pies del templo se abre un coro que cubre con diferentes artesonados y alfarjes mudéjares y cuenta con una sillería y un retablo renacentista, donde también se encuentran los restos momificados del infante Sancho de Castilla, hijo de Pedro I y su amante Isabel de Sandoval.
Fue declarado bien de interés cultural el 15 de junio de 1934.